# ジョーイ・バトラー
ジョゼフ・フランク・バトラー（Joseph Frank Butler , 1986年3月12日 - ）は、アメリカ合衆国・ミシシッピ州ジャクソン郡パスカグーラ出身の元プロ野球選手（外野手）。右投右打。

## 経歴

### プロ入りとレンジャーズ時代
2008年のMLBドラフト15巡目（全体453位）でテキサス・レンジャーズから指名され、6月13日に契約。この年は傘下のA-級スポケーン・インディアンスで62試合に出場し、打率.301・4本塁打・31打点・9盗塁だった。
2009年はA+級ベーカーズフィールド・ブレイズで134試合に出場し、打率.280・12本塁打・76打点・6盗塁だった。
2010年はAA級フリスコ・ラフライダーズで132試合に出場し、打率.277・10本塁打・58打点・8盗塁だった。
2011年はAA級フリスコとAAA級ラウンドロック・エクスプレスでプレー。AAA級ラウンドロックでは113試合に出場し、打率.322・12本塁打・57打点・13盗塁だった。
2012年はAAA級ラウンドロックで137試合に出場し、打率.290・20本塁打・78打点・6盗塁だった。
2013年はAAA級ラウンドロックで開幕を迎え、8月5日にメジャー初昇格を果たし、8月7日のロサンゼルス・エンゼルス・オブ・アナハイム戦でメジャーデビュー。9回表に代打として出場したが、1打数無安打に終わった。8月10日にAAA級ラウンドロックへ降格。9月2日に再昇格した。この年は8試合に出場した。9月30日に戦力外となった。

### カージナルス時代

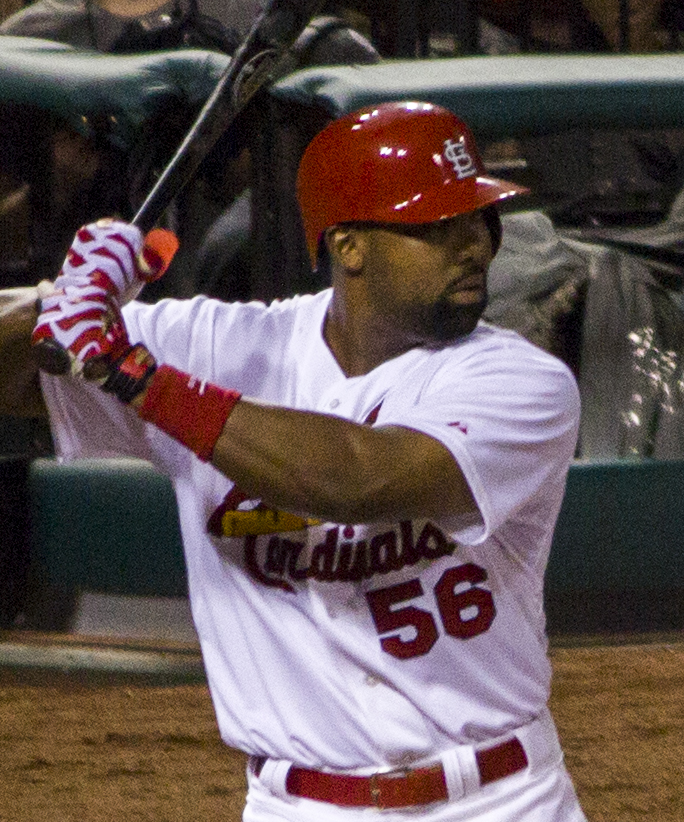
カージナルス時代(2014年)

2013年10月3日にウェイバーでセントルイス・カージナルスへ移籍した。
2014年3月27日に40人枠から外れてAAA級メンフィス・レッドバーズへ降格し、そのまま開幕を迎えた。31試合に出場して打率.360・4本塁打・20打点と活躍し、5月9日にカージナルスとメジャー契約を結んだ。昇格後は6試合に出場したが、5打数無安打1四球3三振だった。5月23日に放出された。

### オリックス時代
2014年5月24日にオリックス・バファローズが獲得を発表。28日に来日し、31日に京セラドーム大阪で入団会見を行った。12月2日、自由契約公示された。

### レイズ時代
2015年1月10日にタンパベイ・レイズとマイナー契約を結んだ。5月3日にメジャーに昇格した。その後は指名打者と左翼手を中心に88試合に出場し、打率.276・8本塁打・30打点を記録した。12月3日にハンク・コンガーの加入に伴ってDFAとなった。

### インディアンス傘下時代
2015年12月7日にウェイバーを経てクリーブランド・インディアンスへ移籍した。
2016年の開幕は傘下のAAA級コロンバス・クリッパーズで迎えた。7月31日にアンドリュー・ミラーの加入に伴って戦力外となり、8月5日に40人枠を外れる形でAAA級コロンバスへ配属された。AAA級コロンバスでは118試合に出場して打率.240・8本塁打・42打点・4盗塁の成績を残した。10月3日にFAとなった。

### ナショナルズ傘下時代
2017年2月10日にワシントン・ナショナルズとマイナー契約を結んだ。

## 選手としての特徴
長打力と高い出塁率が魅力の外野手。

## 詳細情報

### 年度別打撃成績
| 年 度    | 球 団      | 試 合 | 打 席 | 打 数 | 得 点 | 安 打 | 二 塁 打 | 三 塁 打 | 本 塁 打 | 塁 打 | 打 点 | 盗 塁 | 盗 塁 死 | 犠 打 | 犠 飛 | 四 球 | 敬 遠 | 死 球 | 三 振 | 併 殺 打 | 打 率 | 出 塁 率 | 長 打 率 | O P S |
| -------- | ---------- | ----- | ----- | ----- | ----- | ----- | -------- | -------- | -------- | ----- | ----- | ----- | -------- | ----- | ----- | ----- | ----- | ----- | ----- | -------- | ----- | -------- | -------- | ----- |
| 2013     | TEX        | 8     | 15    | 12    | 3     | 4     | 2        | 0        | 0        | 6     | 1     | 0     | 0        | 0     | 0     | 3     | 0     | 0     | 6     | 0        | .333  | .467     | .500     | .967  |
| 2014     | STL        | 6     | 6     | 5     | 0     | 0     | 0        | 0        | 0        | 0     | 0     | 0     | 0        | 0     | 0     | 1     | 0     | 0     | 3     | 0        | .000  | .167     | .000     | .167  |
| 2014     | オリックス | 21    | 66    | 52    | 5     | 12    | 2        | 0        | 2        | 20    | 6     | 0     | 0        | 0     | 1     | 9     | 0     | 4     | 19    | 1        | .231  | .379     | .385     | .763  |
| 2015     | TB         | 88    | 276   | 257   | 30    | 71    | 12       | 0        | 8        | 107   | 30    | 5     | 2        | 0     | 0     | 16    | 0     | 3     | 82    | 16       | .276  | .326     | .416     | .742  |
| MLB：3年 | MLB：3年   | 102   | 297   | 274   | 33    | 75    | 14       | 0        | 8        | 113   | 31    | 5     | 2        | 0     | 0     | 20    | 0     | 3     | 91    | 16       | .274  | .330     | .412     | .742  |
| NPB：1年 | NPB：1年   | 21    | 66    | 52    | 5     | 12    | 2        | 0        | 2        | 20    | 6     | 0     | 0        | 0     | 1     | 9     | 0     | 4     | 19    | 1        | .231  | .379     | .385     | .763  |

- 2018年度シーズン終了時

### 年度別守備成績
| 年 度 | 球 団      | 左翼（LF） | 左翼（LF） | 左翼（LF） | 左翼（LF） | 左翼（LF） | 左翼（LF） | 右翼（RF） | 右翼（RF） | 右翼（RF） | 右翼（RF） | 右翼（RF） | 右翼（RF） | 外野手 | 外野手 | 外野手 | 外野手 | 外野手 | 外野手   |
| 年 度 | 球 団      | 試 合      | 刺 殺      | 補 殺      | 失 策      | 併 殺      | 守 備 率   | 試 合      | 刺 殺      | 補 殺      | 失 策      | 併 殺      | 守 備 率   | 試 合  | 刺 殺  | 補 殺  | 失 策  | 併 殺  | 守 備 率 |
| ----- | ---------- | ---------- | ---------- | ---------- | ---------- | ---------- | ---------- | ---------- | ---------- | ---------- | ---------- | ---------- | ---------- | ------ | ------ | ------ | ------ | ------ | -------- |
| 2013  | TEX        | 3          | 2          | 0          | 0          | 0          | 1.000      | 2          | 1          | 0          | 0          | 0          | 1.000      | -      | -      | -      | -      | -      | -        |
| 2014  | STL        | -          | -          | -          | -          | -          | -          | 1          | 1          | 0          | 0          | 0          | 1.000      | -      | -      | -      | -      | -      | -        |
| 2014  | オリックス | -          | -          | -          | -          | -          | -          | -          | -          | -          | -          | -          | -          | 18     | 27     | 0      | 0      | 0      | 1.000    |
| 2015  | TB         | 30         | 48         | 1          | 1          | 0          | .980       | 6          | 7          | 0          | 0          | 0          | 1.000      | -      | -      | -      | -      | -      | -        |
| MLB   | MLB        | 33         | 50         | 1          | 1          | 0          | .981       | 9          | 9          | 0          | 0          | 0          | 1.000      | -      | -      | -      | -      | -      | -        |
| NPB   | NPB        | -          | -          | -          | -          | -          | -          | -          | -          | -          | -          | -          | -          | 18     | 27     | 0      | 0      | 0      | 1.000    |

- 2018年度シーズン終了時

### 記録
NPB
- 初出場・初先発出場：2014年7月1日、対東北楽天ゴールデンイーグルス9回戦（京セラドーム大阪）、7番・左翼手で先発出場
- 初打席：同上、2回裏に美馬学から三ゴロ
- 初安打：同上、4回裏に美馬学から右前安打
- 初打点：2014年7月9日、対福岡ソフトバンクホークス10回戦（福岡 ヤフオク!ドーム）、4回表に帆足和幸から右犠飛
- 初本塁打：2014年7月13日、対埼玉西武ライオンズ11回戦（西武ドーム）、6回表に菊池雄星から右越2ラン

### 背番号
- 20（2013年）
- 56（2014年 - 同年5月23日）
- 39（2014年5月24日 - 同年終了）
- 9（2015年）